# Fenestella crassesaeptata
Fenestella crassesaeptata is een mosdiertjessoort uit de familie van de Fenestellidae. De wetenschappelijke naam van de soort is voor het eerst geldig gepubliceerd in 1911 door Gortani.